# Reforma Agraria, Ocuilan
Reforma Agraria, även El Pedregal, är en ort i kommunen Ocuilan i delstaten Mexiko i Mexiko. Samhället hade 1 163 invånare vid folkräkningen år 2020.